# Reprezentacja Sudanu w koszykówce mężczyzn
Reprezentacja Sudanu w koszykówce mężczyzn – drużyna, która reprezentuje Sudan w koszykówce mężczyzn. Za jej funkcjonowanie odpowiedzialna jest krajowa federacja koszykówki (Sudan Basketball Association). Pięciokrotnie brała udział w mistrzostwach Afryki, dwukrotnie zdobywając medale – srebro w 1962 i brąz w 1975.

## Udział w imprezach międzynarodowych
- Mistrzostwa Afryki
  - 1962 – 2. miejsce
  - 1968 – 6. miejsce
  - 1972 – 6. miejsce
  - 1975 – 3. miejsce
  - 1978 – 4. miejsce